# Oleksandria, raionul Rivne, regiunea Rivne
Oleksandria (în ucraineană Олександрія) este localitatea de reședință a comunei Oleksandria din raionul Rivne, regiunea Rivne, Ucraina.

## Demografie
Componența lingvistică a localității Oleksandria
     Ucraineană (95,95%)
     Rusă (3,71%)
     Alte limbi (0,33%)
Conform recensământului din 2001, majoritatea populației localității Oleksandria era vorbitoare de ucraineană (95,95%), existând în minoritate și vorbitori de rusă (3,71%).